# Klenshyttan
Klenshyttan is een plaats in de gemeente Ludvika in het landschap Dalarna en de provincie Dalarnas län in Zweden. De plaats heeft 63 inwoners (2005) en een oppervlakte van 19 hectare.